# Crimson Dragon
Crimson Dragon é um jogo eletrônico do estilo rail shooter para a Xbox One, a ser publicado em Xbox Live Arcade. O jogo é visto como um sucessor espiritual do jogo Panzer Dragoon, não só devido à sua jogabilidade semelhante, mas também devido a sua mesma equipe, criador Yukio Futatsugi era o diretor dos três primeiros Panzer Dragoon's, e Saori Kobayashi também está presente. A adaptação spin-off intitulado de Crimson Dragon: Side Story foi lançada em 12 de setembro de 2012, para Windows Phone.
Crimson Dragon exigia originalmente o sensor Kinect de jogar, mas o jogo agora controla usando o gamepad com um analógico duplo, mas algumas funcionalidades ainda serão controladas com o Kinect. O jogo apresenta seis tipos de dragões, mais de 100 habilidades, e três jogadores co-op online.  Dragões podem ser nivelados após alimentá-los com comida que ganhou durante as missões.

## Enredo
Crimson Dragon ocorre em um planeta colonizado recentemente e habitado por dragões, onde os seres humanos, desde então, tornam-se capazes de montá-los e controlá-los.

## Desenvolvimento

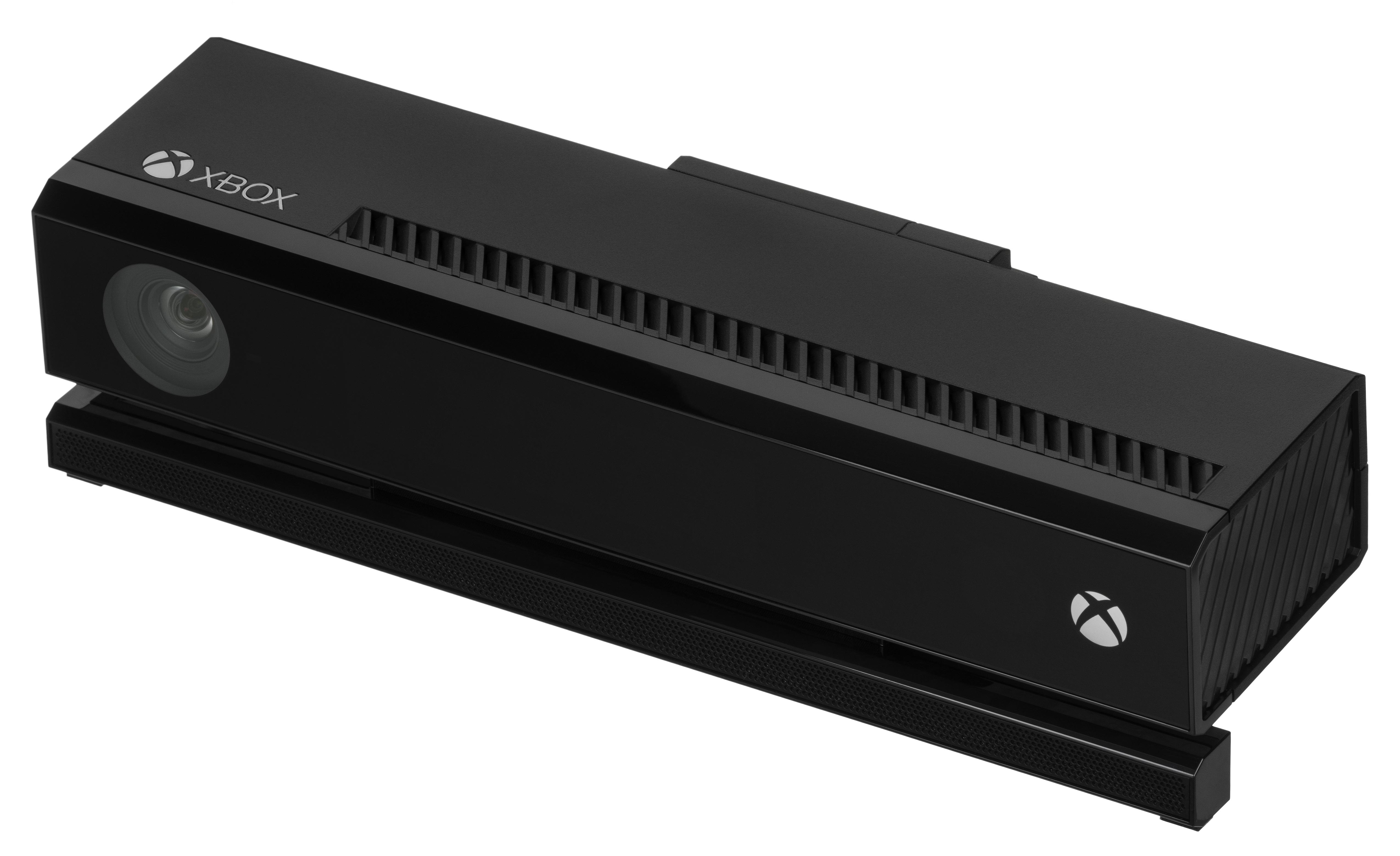
Foi Lançado para Xbox

O jogo foi apresentado pela primeira vez no Tokyo Game Show de 2011 como Project Draco. Em fevereiro de 2012, o nome final do jogo foi revelado para ser Dragão Vermelho.
Pouco antes da data de lançamento original japonêsa do jogo de 13 de junho, o jogo foi subitamente adiado para um tempo indeterminado. A Microsoft emitiu um comunicado na imprensa em que pediu desculpas, mas não deu nenhum motivo para o atraso.
O jogo reapareceu na E3 2013, que agora o lançamento está previsto para Xbox One.